# Вељко Богићевић
Вељко Богићевић (Пећ, 27. април 1999) је српски фудбалер који игра на позицији нападача за Борац из Чачка.

## Статистика каријере
Ажурирано 5. маја 2019.
| Клув              | Сезона            | Лига              | Лига | Лига | Куп | Куп | Континентални куп | Континентални куп | Остало | Остало | Укупно | Укупно |
| Клув              | Сезона            | Лига              | Ута  | Гол  | Ута | Гол | Ута               | Гол               | Ута    | Гол    | Ута    | Гол    |
| ----------------- | ----------------- | ----------------- | ---- | ---- | --- | --- | ----------------- | ----------------- | ------ | ------ | ------ | ------ |
| Борац Чачак       | 2017/18.          | Суперлига Србије  | 10   | 0    | 1   | 0   | —                 | —                 | —      | —      | 11     | 0      |
| Борац Чачак       | 2018/19.          | Прва лига Србије  | 36   | 4    | 2   | 0   | —                 | —                 | —      | —      | 38     | 4      |
| Борац Чачак       | Укупно            | Укупно            | 46   | 4    | 3   | 0   | —                 | —                 | —      | —      | 49     | 4      |
| Укупно у каријери | Укупно у каријери | Укупно у каријери | 46   | 4    | 3   | 0   | —                 | —                 | —      | —      | 49     | 4      |